# Anna Chapman
Anna Chapman (Volgogrado, 23 de febrero de 1982) es una empresaria y agente de la Agencia de Inteligencia de espionaje exterior de la Federación Rusa SVR (Sluzhba Vneshney Razvedki), que viviendo en la ciudad de Nueva York, Estados Unidos, fue arrestada junto a otras 9 personas el 27 de junio de 2010, bajo la sospecha de trabajar programas ilegales de espionaje. Chapman se declaró culpable de un cargo de conspiración para actuar como agente de un gobierno extranjero sin notificar al Fiscal general de los Estados Unidos, y fue deportada a Rusia el 8 de julio de 2010, como parte del tratado de intercambio de prisioneros entre Estados Unidos y Rusia del 2010. 
Desde su regreso a Rusia, Chapman ha trabajado en una variedad de campos, incluyendo el gobierno como jefe de un consejo juvenil, modelo de pasarela en desfiles de moda rusos y dirigiendo una serie de televisión.

## Biografía
Chapman, de nombre Anna Vasíliev Kushchyenko (en ruso, А́нна Васи́льевна Кущенко) nació en Volgogrado el 23 de febrero de 1982.  Su padre era un alto funcionario de la KGB empleado en la embajada soviética en Nairobi, Kenia.  La casa de su familia está ubicada en el distrito sudoeste de Ramenki, un distrito que una vez fue de élite para funcionarios de la KGB, diplomáticos de rango medio y oficiales del ejército.  Según Komsomolskaya Pravda, Kushchyenko ocupa una posición de alto nivel en el ministerio conocido por sus iniciales rusas MID (asuntos exteriores). Según su exesposo, Anna obtuvo una maestría en economía con honores de primera clase de la Universidad de Moscú.  Según otras fuentes, obtuvo su título de la Universidad de la Amistad de los Pueblos de Rusia.

### Londres (2001–2006)
Anna Kushchyenko se reunió con Alex Chapman en una fiesta en el 2001. Se casaron poco después en Moscú y obtuvo la ciudadanía británica (y el consiguiente pasaporte británico), además de su nacionalidad nativa rusa.
En el 2003, Anna Chapman se mudó a Londres donde trabajó en NetJets, Barclays y, supuestamente, en algunas otras compañías por breves períodos.